# Carretera de Dakota del Norte 3
Carretera de Dakota del Norte 3 o North Dakota Highway 3 es una principal carretera de sentido norte-sur ubicada en el estado de Dakota del Norte. Inicia desde la Carretera de Manitoba 10 en International Peace Garden hacia la Carretera de Dakota del Sur 45 al sur de Ashley.